# Pielaszów
Pielaszów – wieś w Polsce położona w województwie świętokrzyskim, w powiecie sandomierskim, w gminie Wilczyce

## Części wsi
| SIMC    | Nazwa   | Rodzaj    |
| ------- | ------- | --------- |
| 0809581 | Kolonie | część wsi |

## Historia
Pierwsze wzmianki o Pielaszowie pochodzą z XIII wieku. Wieś należała do uposażenia klasztoru cystersów koprzywnickich. Jako „Pelassow” wymienił wieś legat papieski, biskup firmański Filip w łacińskim dokumencie z lipca 1279 r. wystawionym w Budzie na Węgrzech, który potwierdza opatowi klasztoru Cystersów w Koprzywnicy prawo do pobierania dziesięciny z szeregu polskich wsi w tym między innymi z Pielaszowa.
W ostatniej ćwierci XVI wieku leżała w województwie sandomierskim. W latach 1314–1795 i potem w latach 1816–1837 wieś administracyjnie należała do województwa sandomierskiego. W 1864 w wyniku uwłaszczenia chłopów przeprowadzonego na mocy ukazu cara Aleksandra II Romanowa mieszkańcy Pielaszowa stali się właścicielami posiadanej ziemi i budynków. 
W wyniku agresji niemieckiej na Polskę Pielaszów w latach 1939-1944 znajdował się pod okupacją niemiecką. Latem 1944 w rejonie wsi formowany był batalion 2 Pułku Piechoty Legionów z partyzantów Armii Krajowej i Batalionów Chłopskich. W wyniku ataku przeprowadzonego 30 lipca 1944 przez pododdziały niemieckiej 4 Armii Pancernej  na formowany batalion poległo 68 partyzantów.
W latach 1975–1998 miejscowość administracyjnie należała do województwa tarnobrzeskiego.
Pielaszów jest punktem początkowym  zielonego szlaku turystycznego prowadzącego do Chańczy.
Przez wieś przechodzi  niebieski szlak turystyczny z Gołoszyc do Dwikoz oraz  żółty szlak rowerowy z Sandomierza do Opatowa.